# Se souvenir des jours de fête
Se souvenir des jours de fête est un roman de Christian Signol publié en 2016.

## Résumé
Lina a Jean fin 1939 et est licenciée mais Marie l'aide. Étienne a une permission. En mai 1940 il va à Vervins puis fuit mais est pris par les nazis et envoyé dans une ferme bavaroise d'où il fuit en 1941. Lina fait le ménage chez sa 1e patronne. Étienne est repris et envoyé dans un stalag polonais. En 1942 Lina est aide soignante en hospice. Elle fait la liaison entre l'oncle Henri, résistant caché, et Toulouse. En 1943 Étienne est transféré dans un port allemand. Marie remplace Lina pour les liaisons et est arrêtée. Étienne est repris en fuite et envoyé en redressement puis en usine en province de Prusse-Orientale. Marie s'évade, se cache et Lina reprend les liaisons. En 1944, à la suite d'un sabotage, Étienne est envoyé dans un commando d'exploitation forestière. Lina est arrêtée. Étienne fuit. Toulouse et Lina sont libérés le 19 août. Elle travaille à la gare avec Marie. Étienne revient en août 1945.

## Critiques
Pour le magazine Pleine Vie, « le suspense est omniprésent, les personnages attachants et bouleversants, le style fluide ».